# Silke Spiegelburg
Silke Spiegelburg, född den 17 mars 1986, Georgsmarienhütte, Västtyskland, är en tysk stavhoppare.
Spiegelburg genombrott kom då hon vann VM-guld för ungdomar 2001 med hopp på 4 meter. Året efter blev hon åtta på VM för juniorer. Hon deltog vid Olympiska sommarspelen 2004 i Aten där hon slutade på 13:e plats i finalen.
Spiegelburg deltog även vid EM 2006 i Göteborg där hon slutade sexa med ett hopp över 4,50. Under 2007 slutade hon femma på inomhus EM i Birmingham och utomhus tog hon sig inte vidare till finalen vid VM i Osaka. 
Under året 2008 förbättrade hon sitt personliga rekord till 4,70 och hon deltog även vid Olympiska sommarspelen 2008 i Peking där hon blev sjua. Vid IAAF World Athletics Final i Stuttgart vann hon i Jelena Isinbajevas frånvaro. 
Hon deltog även vid inomhus-EM i Turin 2009 och blev då silvermedaljör med ett hopp på 4,75. Senare samma år blev hon fyra vid VM på hemmaplan i Berlin.
Under 2010 blev hon silvermedaljör vid EM i Barcelona efter att ha hoppat 4,65. Hon blev bara slagen av ryskan Svetlana Feofanova.

## Personliga rekord
- Stavhopp - 4,71 meter från 2010 (inomhus 4,75 meter från 2009)